# Agonandra ovatifolia
Agonandra ovatifolia là một loài thực vật có hoa trong họ Opiliaceae. Loài này được Miranda mô tả khoa học đầu tiên năm 1953.